# Sanogasta maculatipes
Espèce
Synonymes
- Anyphaena maculatipes Keyserling, 1878
- Anyphaena argentina Holmberg, 1881
- Sanogasta intermedia Mello-Leitão, 1941

Sanogasta maculatipes est une espèce d'araignées aranéomorphes de la famille des Anyphaenidae.

## Distribution
Cette espèce se rencontre au Chili, en Argentine, en Uruguay, au Brésil, en Bolivie et au Pérou. Elle a été introduite sur l'île de Pâques.

## Description
Le mâle décrit par Ramírez en 1995 mesure 5,30 mm et la femelle 6,00 mm.

## Publication originale
- Keyserling, 1878 : Spinnen aus Uruguay und einigen anderen Gegenden Amerikas. Verhandlungen der Kaiserlich-Königlichen Zoologisch-Botanischen Gesellschaft in Wien, vol. 27, p. 571-624 (texte intégral).